# Melanoleuca
Melanoleuca es un género poco conocido de hongos saprótrofos tradicionalmente clasificados en la familia Tricholomataceae. La mayoría de las especies que lo constituyen producen cuerpos fructíferos pequeños o de tamaño medio, de color blanco o pardo, poseen estípite cilíndrico a subcilíndrico y láminas blanquecinas a amarillentas. Las basidiosporas son elipsoides con verrugas amiloides. Melanoleuca es considerado un grupo de difícil estudio debido a las similitudes macroscópicas que presentan sus especies y la necesidad de un análisis microscópico detallado para separar a las especies de este grupo. Los estudios de ADN han determinado que este género está relacionado con Amanita y Pluteus y que no pertenece a la familia Tricholomataceae.

## Etimología
El nombre del género deriva del griego melan(o)- —μέλαν—, "negro", y leukos —λευκός—, "blanco".

## Descripción

### Caracteres macroscópicos
Los cuerpos fructíferos de Melanoleuca son pequeños o de tamaño medio (píleo 10-120 mm de diámetro). El píleo es convexo, plano-convexo o deprimido, usualmente es seco de color blanco, pardo, ocre o gris. Las láminas son adnatas, sinuadas o subdecurrentes. El estípite es central, cilíndrico o ligeramente ensanchado hacia la base, seco y longitudinalmente estriado. El desarrollo del basidiocarpo es gimnocárpico o estipitocárpico. Olor y sabor indistinto, fúngico, dulce o rancio. La esporada es blanca, crema o ligeramente amarillenta.

### Caracteres microscópicos

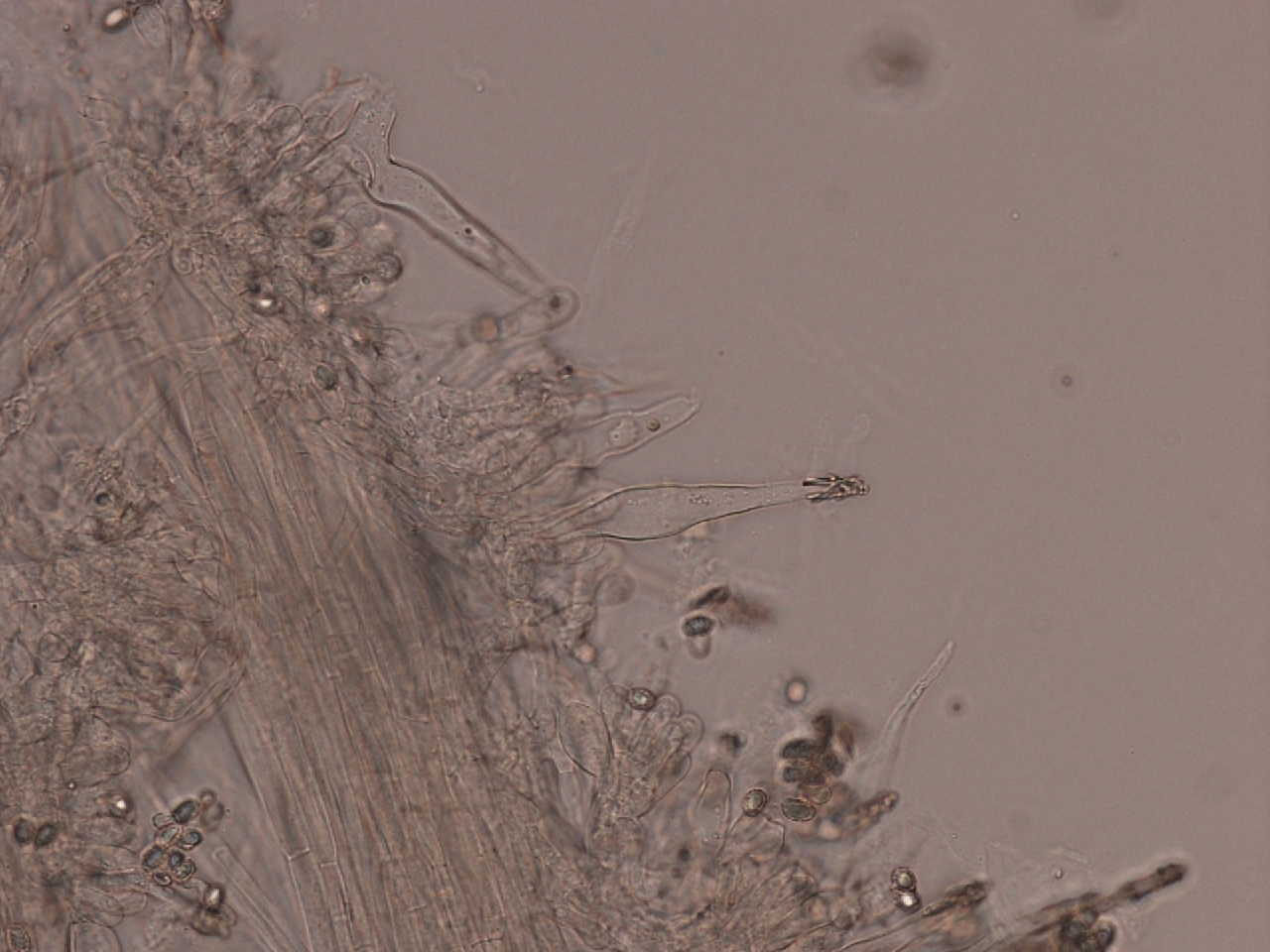
Cistidios de Melanoleuca communis

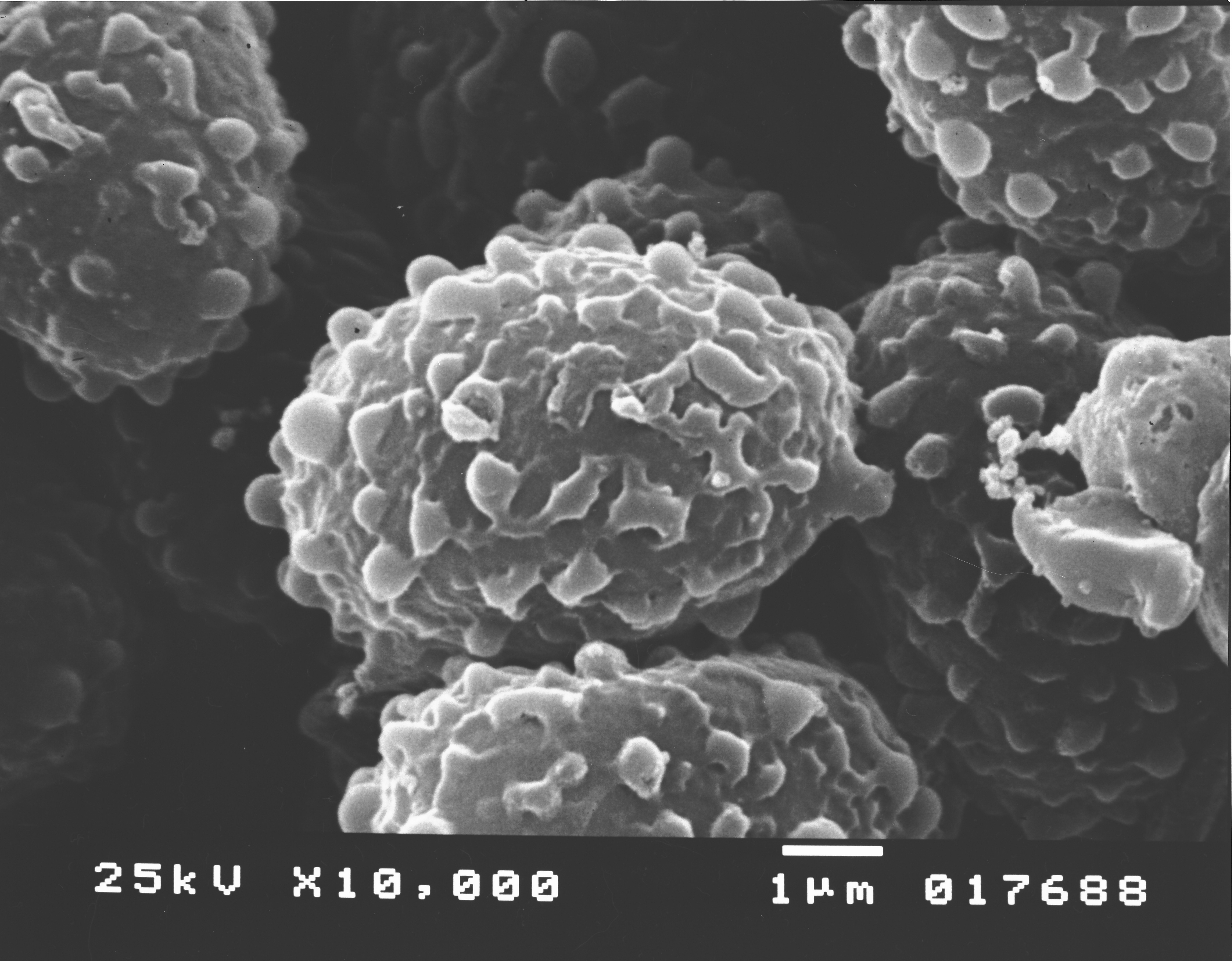
Esporas de Melanoleuca en microscopio electrónico de barrido

Las esporas de Melanoleuca miden 7.0-11.0 x 4.0-6.0 µm, son elipsoides con pared delgada, hialinas a amarillentas, cubiertas con verrugas amiloides, que a veces se interconectan entre sí por unas delgadas líneas, presentan una placa suprahilar lisa que por lo general está rodeada por una areola amiloide. La mayoría de las especies presentan queilocistidios, los cuales pueden ser de dos tipos: lageniformes o urticoides, por lo general presentan incrustaciones de oxalacetato de calcio en el ápice. Pleurocistidios y caulocistidios similares a los queilocistidios. Los basidios son cortos cilíndricos o clavados generalmente con cuatro esporas. Pileipelis tipo tricodermo, a veces tipo cutis. Trama lamelar regular o subregular. Sin fíbulas.

## Clasificación y filogenia
Estudios filogenéticos basados en ADN han demostrado que Melanoleuca no pertenece a la familia Tricholomataceae. Moncalvo et al. reconstruyeron una filogenia molecular de los Agaricales usando secuencias de la subunidad grande del ARN ribosomal, en su análisis incluyeron secuencias de  M. alboflavida y M. cognata. En dicha filogenia Melanoleuca se agrupa con Pluteus pero con un soporte de bootstrap muy bajo. Posteriormente Matheny et al. reconstruyeron una filogenia usando seis genes e incluyendo secuencias de M. verrucipes. En este análisis Melanoleuca, Pluteus y Volvariella se encuentran cercanamente relacionados con el gasteromicete marino Limnoperdon. Estos tres géneros junto con algunos miembros de las familias Amanitaceae y Pleurotaceae conformaron el clado Pluteoide. Garnica et al. y Binder et al. obtuvieron una topología similar con Pluteus, Volvariella y Melanoleuca como grupo monofilético. Justo et al. realizaron un análisis filogenético de la familia Pluteaceae, en el cual confirmaron que Melanoleuca es grupo hermano de Pluteus y algunos miembros de Volvariella.

## Hábitat y distribución
Las especies de este género son saprótrofas, crecen principalmente en bosques templados caducifolios y de coníferas, pastizales y dunas de arena, aunque también se pueden encontrar en bosques tropicales. Son terrícolas o humícolas y de hábito solitario o gregario. Melanoleuca presenta una distribución cosmopolita.

## Comestibilidad
Las especies de Melanoleuca se reportan como comestibles. Las especies consumidas más frecuentemente son M. alboflavida, M. cognata, M. evenosa, y M. melaleuca. Melanoleuca strictipes se reporta como ligeramente tóxica.

## Especies
Murrill publicó la descripción de 119 especies de Norteamérica, esas especies fueron revisadas por Pfister quien concluyó que únicamente seis pertenecen a Melanoleuca, mientras que el resto son especie de Clitocybe o Tricholoma. Singer consideró 48 especies a nivel mundial, mientras que Bon reconoció 65 especies de Europa. Kirk et al. consideran 50 especies a nivel mundial. 

### Especies representativas
- Melanoleuca alboflavida (Peck) Murrill presenta un píleo de color amarillo-café claro a blanquecino. Se reporta como comestible.[17][13]
- Melanoleuca brevipes (Bull.) Pat. es reconocida por un estípite grueso que es evidentemente desproporcionado con el diámetro del píleo.[18]
- Melanoleuca cinereifolia (Bon) Bon es comúnmente encontrada en dunas de arena, creciendo entre individuos de Ammophila.[11]
- Melanoleuca cognata (Fr.) Konrad & Maubl. presenta un píleo de color pardo a ocre y las láminas muestran tonos rosáceos a ocráceos. Se reporta como comestible.[12][11]
- Melanoleuca communis Sánchez-García & Cifuentes es una especie descrita de México, se distribuye principalmente en bosque de templado de coníferas. Morfológicamente  similar a M. polioleuca.[19]
- Melanoleuca evenosa (Sacc.) Konrad es una especie que crece en bosque de coníferas, varios autores la consideran sinónimo de M. subalpina y M. strictipes, tiene cistidios lageniformes y píleo blanquecino.[11]
- Melanoleuca exscissa (Fr.) Singer tiene cistidios urticoides y septados, usualmente con cristales incrustados en el ápice.[4]
- Melanoleuca grammopodia  (Bull.) Fayod tienen un estípite relativamente largo y cistidios urticoides.[4]
- Melanoleuca melaleuca (Pers.) Murrill ha sido considerada por algunos autores como una especie que posee cistiodios fusiformes y lageniformes,[17][3] mientras que otros la tratan como una especie carente de cistidios.[18][4][11] Fontenla et al.[20] designaron un neotipo con cistidios.
- Melanoleuca polioleuca (Fr.) Kühner & Maire ha sido incorrectamente nombrada M. melaleuca. Tiene cistidios fusiformes a lageniformes.[18]
- Melanoleuca privernensis (consiglio, Contu, Setti & Vizzini) Consiglio, Setti & Vizzini es la única especie conocida hasta el momento que presenta esporas inamiloides.[21]
- Melanoleuca tucumanensis Singer es una especie descrita de Tafí del Valle, Argentina.[22]
- Melanoleuca verrucipes (Fr.) Singer es una especie fácil de reconocer por poseer un estípite negruzco con verrugas en el ápice.[4]
- Melanoleuca yucatanensis Guzman & Bon es una especie descrita de los bosques tropicales de México, tiene cistidios urticoides sin cristales en el ápice.[10]